# Dntel
Dntel, de son vrai nom James Scott Tamborello, ou Jimmy Tamborello, est un artiste de musique électronique. Il est parfois cité comme James Figurine, le coprogrammeur et chanteur du groupe electropop Figurine. Il participe également aux projets Strictly Ballroom, Headset, en plus de former avec Ben Gibbard le duo The Postal Service.

## Discographie
Albums :
- 1998 : Early Works for Me If It Works for You
- 2001 : Life Is Full of Possibilities
- 2007 : Dumb Luck
- 2014 : Human Voice
- 2018 : Hate in My Heart

EP :
- 2000 : Something Always Goes Wrong
- 2001 : Anyone Anywhere

Singles :
- 2000 : (This Is) The Dream of Evan and Chan
- 2006 : Rock my Boat bw Everything's Tricks